# Prothoe franck
Prothoe franck är en fjärilsart som beskrevs av Jean Baptiste Godart 1823. Prothoe franck ingår i släktet Prothoe och familjen praktfjärilar. Inga underarter finns listade i Catalogue of Life.

## Bildgalleri

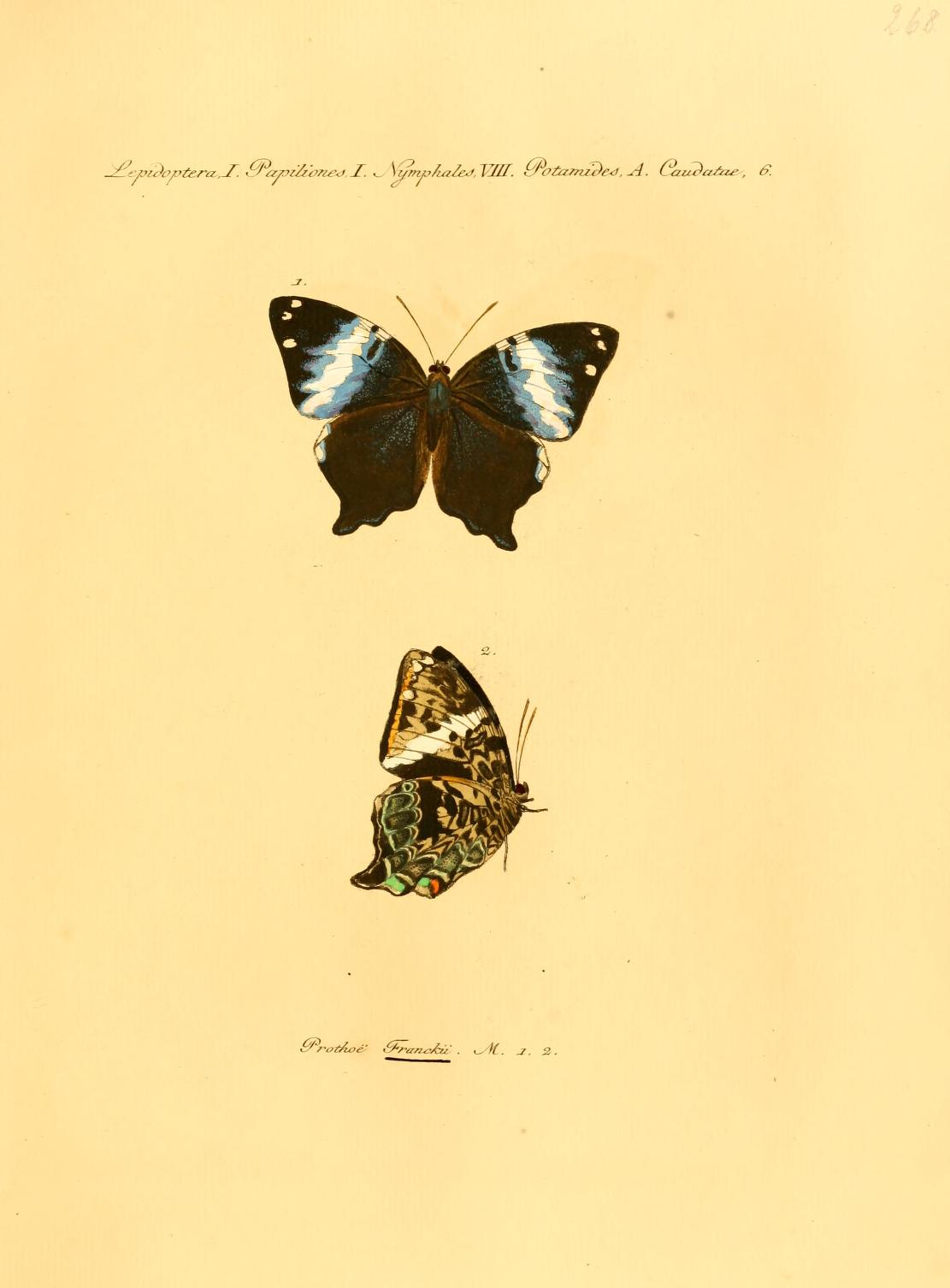
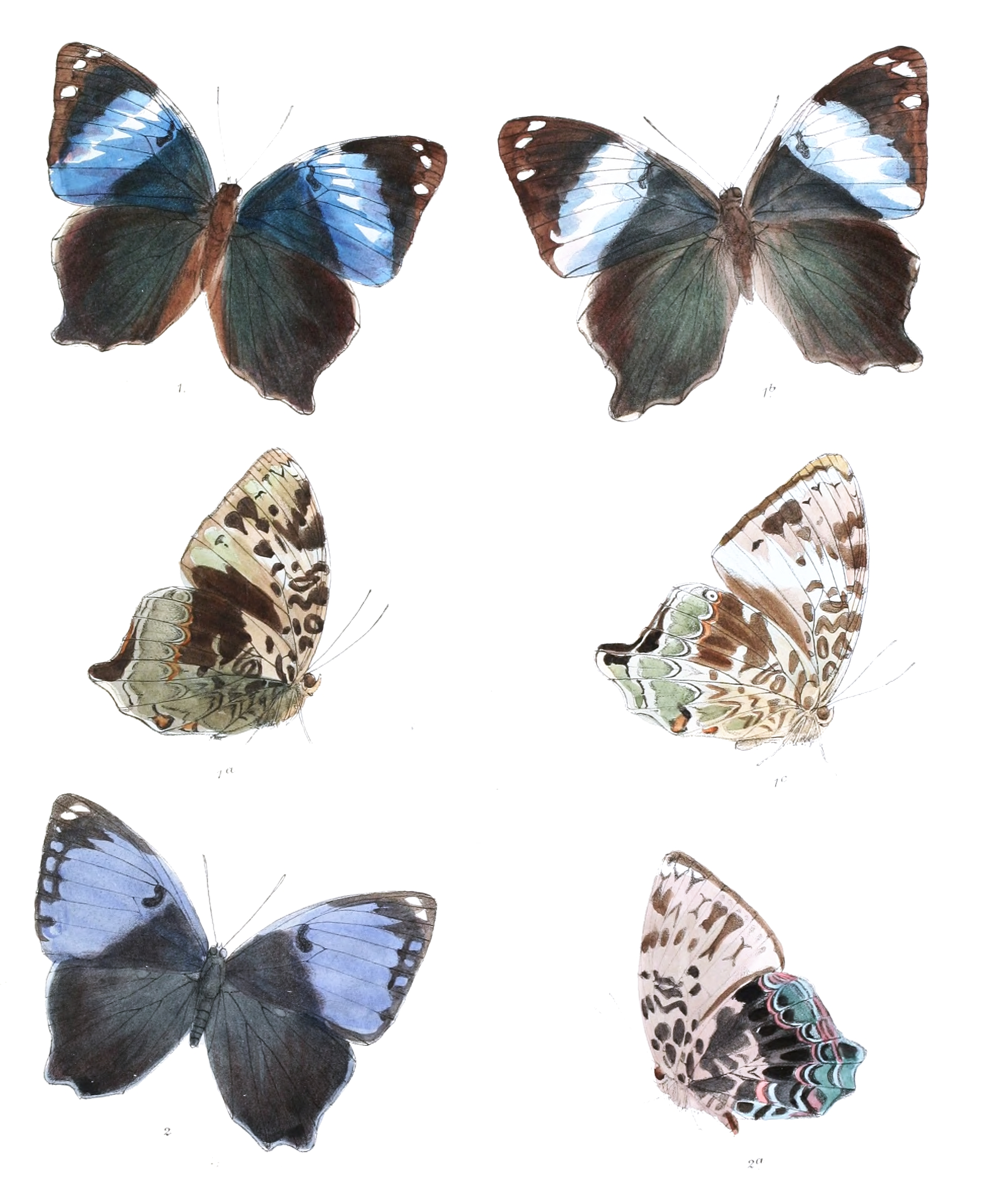